# Fuentelsaz (kommunhuvudort)
Fuentelsaz är en kommunhuvudort i Spanien.   Den ligger i provinsen Provincia de Guadalajara och regionen Kastilien-La Mancha, i den centrala delen av landet, 170 km öster om huvudstaden Madrid. Fuentelsaz ligger 1 123 meter över havet och antalet invånare är 116.
Terrängen runt Fuentelsaz är varierad.  Trakten runt Fuentelsaz är nära nog obefolkad, med mindre än två invånare per kvadratkilometer. Närmaste större samhälle är Nuévalos, 15,7 km norr om Fuentelsaz. Omgivningarna runt Fuentelsaz är i huvudsak ett öppet busklandskap.